# Porlock Bay
Porlock Bay är en vik i Storbritannien.   Den ligger i grevskapet Somerset och riksdelen England, i den södra delen av landet, 240 km väster om huvudstaden London.